# Skynyrd's Innyrds
Skynyrd's Innyrds é um álbum de Lynyrd Skynyrd, lançado em 1989.